# Christoffer von Kochen
Christoffer von Kochen, född 3 mars 1726, död 10 februari 1809, var en svensk friherre, kansliråd och riksdagsledamot. Han var son till Johan Henrik von Kochen.
Christoffer von Kochen studerade i Uppsala. Han var kommissionssekreterare först i Madrid, sedan i Dresden.
Christoffer von Kochen var brorson till Peter Gotthard von Kochen (1684-1764) som gjorde gjorde Krapperups slott till fideikommiss för brorsonen och dennes arvingar.  Christoffer von Kochen lät genomföra omfattande renoveringar och ombyggnationer av slottet, vilka har gett slottsbyggnaden dess nuvarande karaktär.

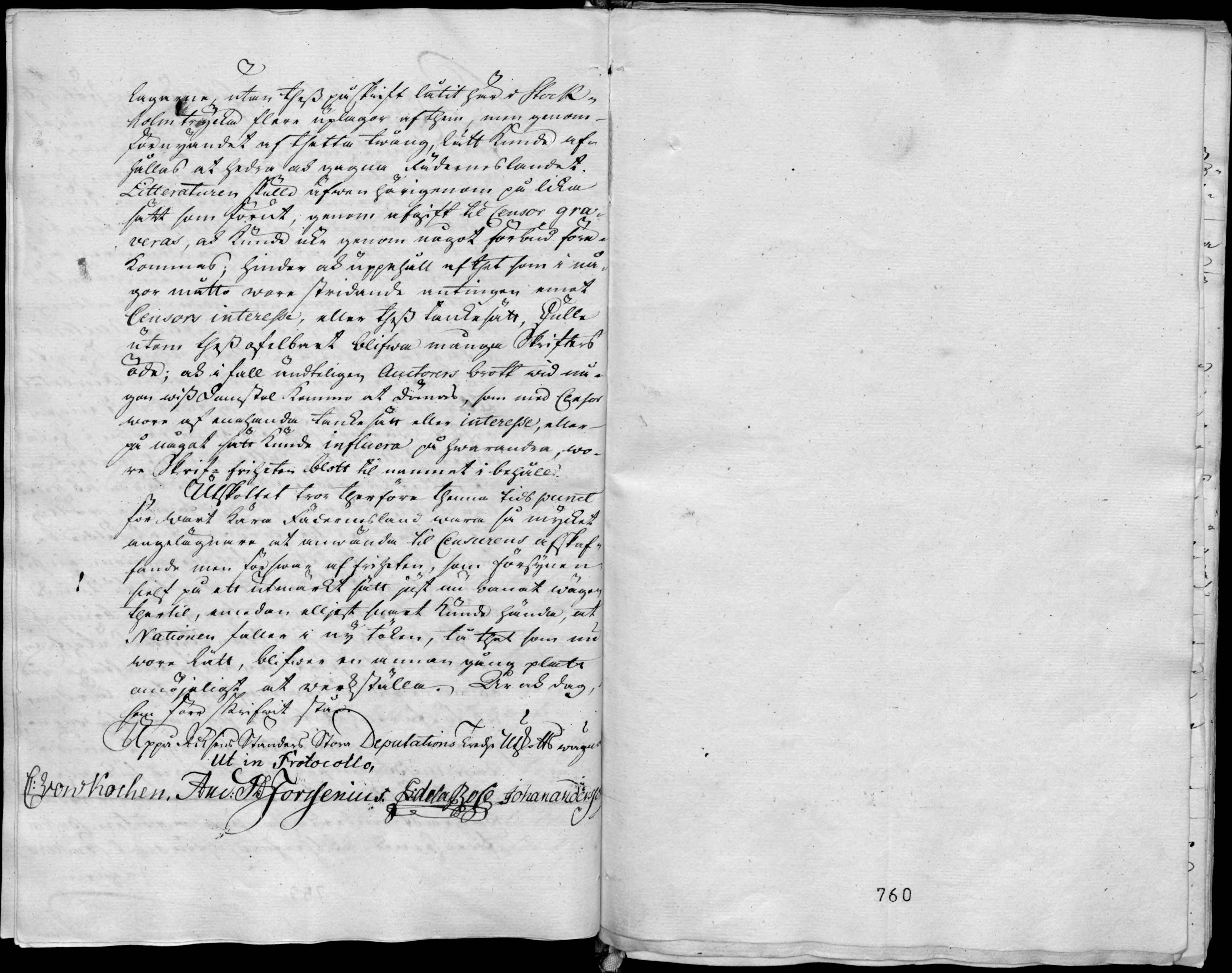
von Kochens underskrift längst ned till vänster på det betänkande som tredje utskottet gav rörande tryckfriheten den 21 april 1766.

Vid riksdagen 1765–1766 var Christoffer von Kochen en av femton ledamöter i den stora deputationens tredje utskott som utredde frågan om tryckfrihet. von Kochen var en av representanterna för adeln i utskottet. Till skillnad från majoriteten av de övriga adelsmännen i utskottet var von Kochen en övertygad anhängare till tryckfriheten under hela utskottets arbete, ett arbete som sedermera ledde fram till 1766 års tryckfrihetsförordning.